# Rerrich Béla (műépítész)
Rerrich Béla (Győr, 1881. július 25. – Budapest, 1932. február 23.) műépítész, kertművész. Fia, ifjabb Rerrich Béla olimpiai ezüstérmes párbajtőrvívó.

## Élete

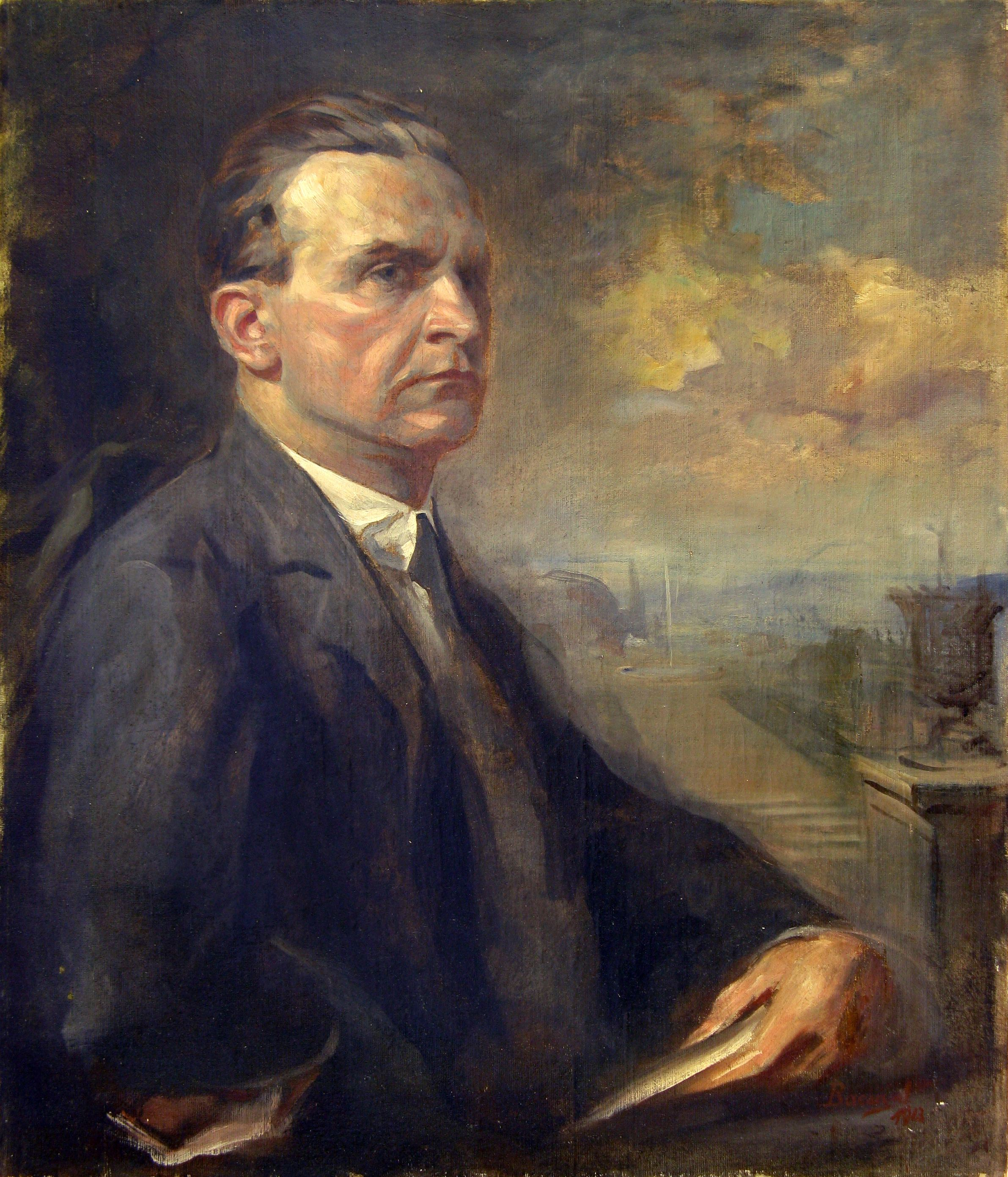
Rerrich Béla, a Magyar Kir. Kertészeti Tanintézet igazgatója 1923-ban (Baranski Emil festménye)

Rerrich Ferenc kereskedő és Bittner Emília fiaként született. Építészeti tanulmányait a budapesti Műegyetemen végezte. Egyik jeles tanára Pecz Samu volt, aki olyan jeles építészeket, s építész tanárokat képzett, mint Arvé Adolf Károly, Nagy Károly és Sándy Gyula. Rerrich építész volt, egyben kiváló belsőépítész és a kerttervezés főiskolai tanára. Kertépítészként is dolgozott, tervezett kisebb házikerteket, díszes geometrikus kerteket és parkokat, falikutakat.
A kerttel, mint az építészeti alakítás tárgyával és mint feladattal 1881-ben, első angliai tanulmányútja során találkozott. Második szakmai tanulmányútja már kifejezetten ezt a célt szolgálta: megismerni a kertépítészeti alakítás műfaji sajátosságait. 1907-ben Versailles-be utazott, hogy kertművészetet és kerttervezést tanuljon. Versailles-i tanulmányai mellett Párizsban, Édouard André kertépítész műtermében dolgozott, hogy gyakorlati tapasztalatokat szerezzen. Ezt követően visszatért Angliába és Thomas Hayton Mawson kerttervező műhelyében kertépítészeti terveket készített.
Rerrich oktató és tervező munkájában szakított a korra jellemző gyűjteményes kertek modorossá vált sematizmusával. Ő volt a mértani kert megteremtője és elterjesztője Magyarországon, s ezzel a modern európai kertművészet hazai előfutára, akinek elévülhetetlen érdeme, hogy munkája révén a hazai kerttervezés és a kertművészet oktatása ma is lépést tart az európai fejlődéssel. Munkája azonban nemcsak egy stíluskorszak megjelenéséhez kötődik. Általános érvényű megállapítása, hogy „az építészet és a kertművészet lényegét tekintve ugyanaz: alakítás a térben, téralkotás. Az anyag és a kivitelezés különböző, de az alakításhoz szükséges gondolkodási folyamat és a kifejlesztés elvei azonosak”.
Rerrich kertjei szabályos, mértani formákba szerkesztett, tiszta, áttekinthető alaprajzon épülnek fel, amelyet a növényzet mintegy térbeli keretbe foglal. A növényalkalmazás egységességével követi a szabályos alaprajzi formákat és határozott, markáns jelleget ad a térkompozíciónak.
Valójában a tájépítészet hazai úttörője Rerrich Béla, nemcsak önmagában az épületek, s azok célszerűségére és esztétikai megjelenítésére helyezte a hangsúlyt, hanem arra is, hogyan illik bele az épített környezet az adott természeti és emberi kulturális környezetbe. Kertművészeti alkotásai meghatározó szerepűek voltak kora modern hazai kertépítészetének formálásában és a kerttervezés oktatás megalapozásában.
Arvé Károllyal és Nagy Károllyal közösen összegyűjtötte Pecz Samu hagyatékát, majd a Műcsarnok 1925. évi tavaszi tárlatán ki is lett állítva az.

## Belsőépítészet, kertépítészet Szegeden

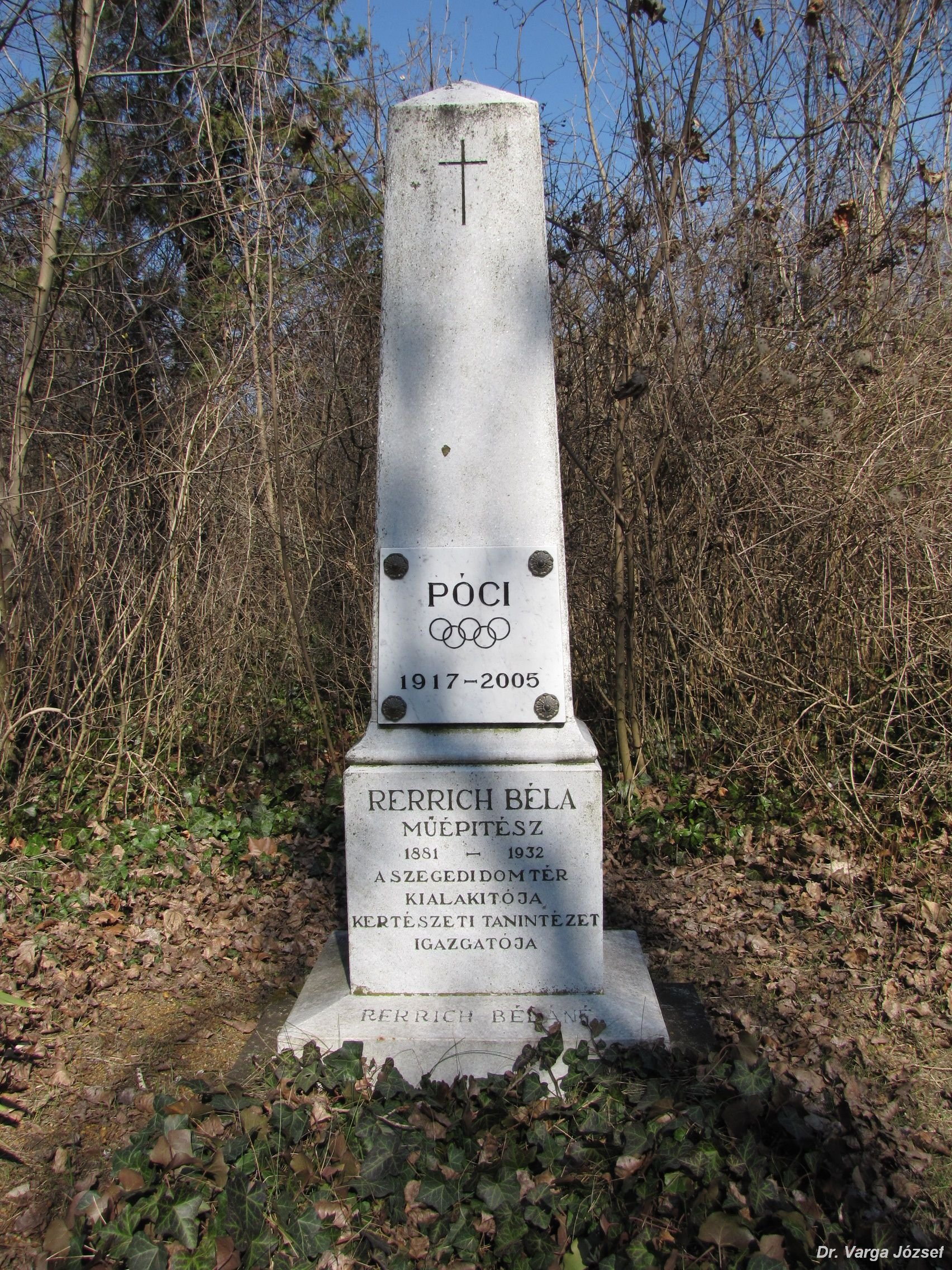
Idősebb Rerrich Béla és fia, ifjabb Rerrich Béla sírja Budapesten. Kerepesi temető 46-1-97.

A püspöki palota belső enteriőrjének kialakítása is Rerrich Bélára várt, s azt igen sikeresen megoldotta. Bálint Sándor idézi ezzel kapcsolatban Rerrich kortársának, Ybl Ervinnek a megnyilatkozását: „előcsarnokokat, lépcsőházakat és különböző termeket kellett itt az előkelő tartózkodás és kényelem jegyében terveznie. Különösen az előcsarnokok és a lépcsőház kiképzése sikerült jól. Mind térhatás, mind a részletek szempontjából itt igazán művészit alkotott. A márvány, fém, üveg, fa, aranyozott tégla, és a fehér fal együttese fölött modern szellem uralkodik, bár egyes motívumokban Rerrich régi hagyományokat dolgozott föl. A püspöki dolgozó szoba kényelmes eleganciájával, a szalon romantikus rokokójával és az ebédlő barátságos egyszerűségével árulja el a jó ízlést. Viszont igazi ókeresztényi puritánság hatja át a szemináriumi kápolna belsejét. Szerencsés harmóniáját azonban nem szabad megzavarni oda nem való szentképekkel.” Bálint Sándor jelzi 1959-ben, hogy bizony amitől Ybl Ervin óvott, az megtörtént, oda nem illő szentképeket tettek időközben a kápolnába, természetesen a képeket könnyű lecserélni, ez folyamatos változás alatt van.
Rerrich Béla Szegeden a püspöki palotán kívül többek között a klinikák kertjeit is megtervezte és kertépítészként a megvalósításban is vezető szerepet vállalt.

## Ismert épületei
- 1909–1911: Gömb utcai iskola (ma: Verebély László Szakgimnázium), 1139 Budapest, Üteg u. 15.[8][9] – a Bárczy István-féle kislakás- és iskolaépítési program keretében épült
- 1910–1911: Székesfővárosi kislakásos bérházak, 1134 Budapest, Dózsa György út 138-142.[10] – a Bárczy István-féle kislakás- és iskolaépítési program keretében épült
- 1911–1913: Állami polgári fiúiskola, Brád (ma: Brad, Románia)[11] – a Sváb Gyula-féle iskolaépítési program keretében épült
- 1912 k.: Állami elemi népiskola, Sutó (ma: Šútovo, Szlovákia)[11][12] – a Sváb Gyula-féle iskolaépítési program keretében épült
- 1912 k.: Állami elemi népiskola, Hercegfalva (ma: Mezőfalva)[11] – a Sváb Gyula-féle iskolaépítési program keretében épült
- 1912 k.: Állami elemi népiskola, Ráckanizsa (ma: Razkrižje)[13] – a Sváb Gyula-féle iskolaépítési program keretében épült
- 1925–1926: Karcagi Kultúrpalota (ma: Déryné Kulturális, Turisztikai, Sport Központ és Könyvtár), 5300 Karcag, Dózsa György út 5-7. (Menyhért Miklóssal)[14]
- 1928: Postapalota, 6900 Makó, Posta u. 7.[15]
- 1928: ELMÜ-lakóház, 1116 Budapest, Fehérvári út 88. – Hengermalom út 2.[16]
- 1929–1932: a Dóm tér épületei, 6720 Szeged, Dóm tér (nyugati oldala a kollégium és a Gál Ferenc Főiskola, délnyugati sarka a püspöki palota, déli és keleti oldalán a Szegedi Tudományegyetem épületei és kutatóintézetei)

### Tervben maradt épületek
- 1907: Szabadon álló dohánytőzsde, Budapest [?] (I. díj)[11]
- 1910: Nemzetközi kiállítás magyar pavilonja, Torino (III. díj, Wachtel Elemérrel)[11]
- 1910: Városháza és vigadó, Kolozsvár (I. díj, Wachtel Elemérrel)[11]
- 1911: Községi nyilvános könyvtár és közművelődési intézet, Budapest (I. díj, Menyhért Miklóssal)[11]
- 1912: Székesfővárosi árubódék, Budapest[11]
- 1913: Erzsébet királyné budapesti emlékműve. Pályázat Vass Viktor és Gémes Gindert Péter szobrászokkal egy komoly építményre 1913-ban. A zsűri által megvásárolt pályamű.[17]
- 1916: Székesfővárosi krematórium, Budapest[11][18]

1909 körül részt vett a Műegyetem tervezési munkálataiban Pecz Samu mellett.

### Egyéb építményei
- 1921: I. világháborús emléktábla a Vörösmarty Mihály Gimnáziumban, 1085 Budapest, Horánszky utca 11. (Seenger Bélával – az iskola épületét nem ők tervezték)[20]
- 1929: Pecz Samu-kút, Budapest, Szilágyi Dezső tér (Berán Lajossal és Sándy Gyulával)[21]
- 1930: Morgó köztemető díszkapuja és kerítése, Nyíregyháza[22]

## Kötetei
- A reneszansz és a modern kert művészete; Franklin Ny., Budapest, 1909 (Az Országos Magyar Iparművészeti Múzeum ismeretterjesztő előadásai)
- A játéktér, mint szociális irányú városépítészeti és kertművészeti feladat; Németh J., Budapest, 1919
- Kertes ház. Hogyan építsem meg kertes házamat és hogyan rendezzem be házi kertemet?; Franklin, Budapest, 1922
- A kert rendezésének mestersége és művészete; Légrády, Budapest, 1923
- Räde Károly–Rerrich Béla: Virágos Budapest, virágos Magyarország. Útmutatás ablakaink és erkélyeink virágdíszítésére, virágaink ápolására; Szfv. Háziny., Budapest, 1929
- Räde Károly–Rerrich Béla: Virágos Budapest. Ablakaink és erkélyeink díszítése; Székesfőv. házi Ny., Budapest, 1913
- Régi-Rerrich Béla: A szegedi templomtér; Egyetemi Ny., Budapest, 1933

## Emlékezete
- Budapesten az ELMÜ-lakóház oldalán dombormű őrzi az emlékét.[23]
- Szegeden teret neveztek el róla.
- Születésének századik évfordulója alkalmából emléktáblát helyeztek el a róla elnevezett téren.
- Rerrich Béla emlékülés Szegeden halálának 70. évfordulója alkalmából (szervezte a Csongrád megyei Urbanisztikai Egyesület).
- A tájépítész hallgatók szakkollégiuma Rerrich Béla nevét vette fel.
- 2022 óta nevét őrzi az 578164 Rerrichbéla kisbolygó.[24]

## Képtár

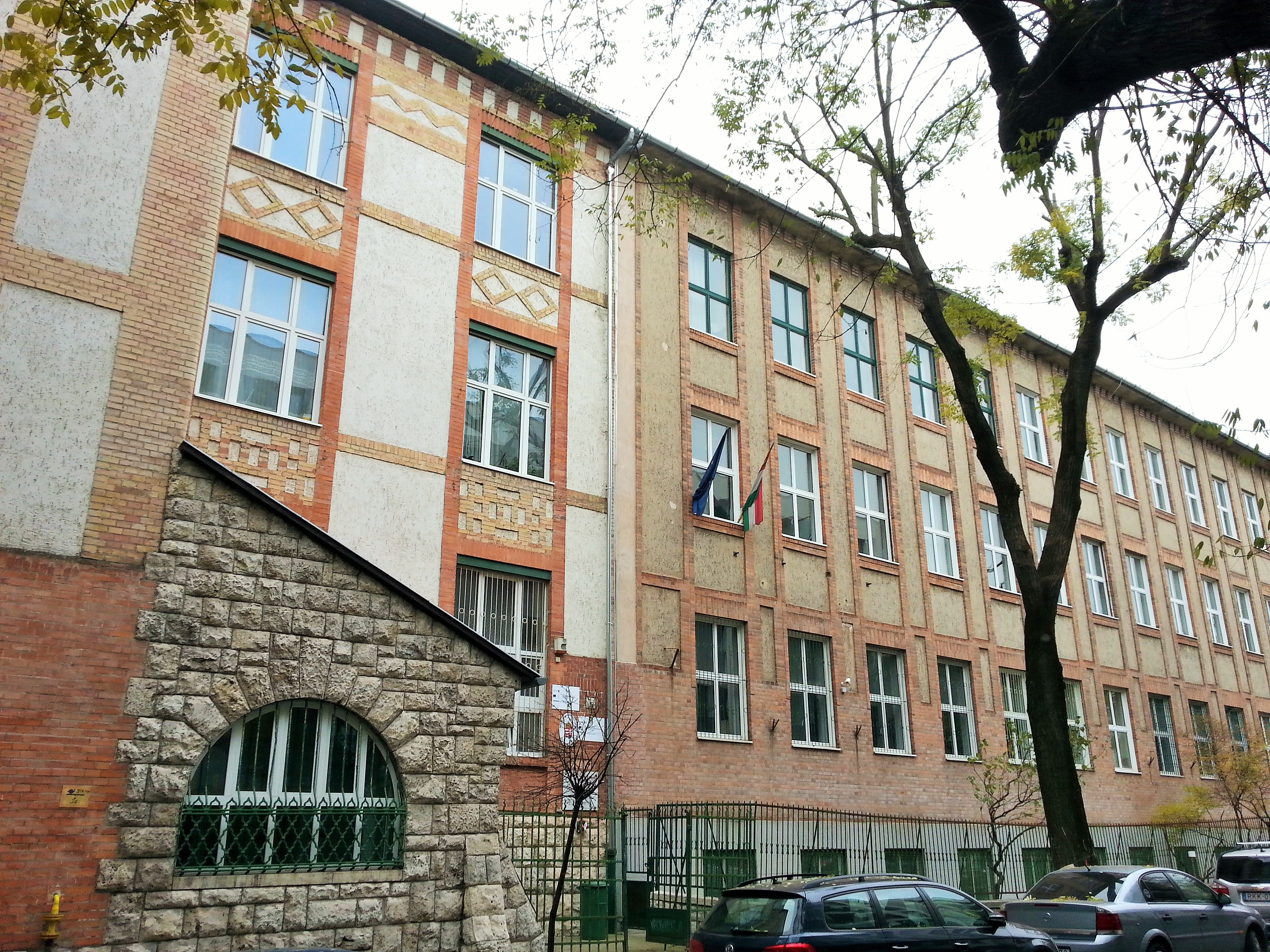
Gömb utcai iskola
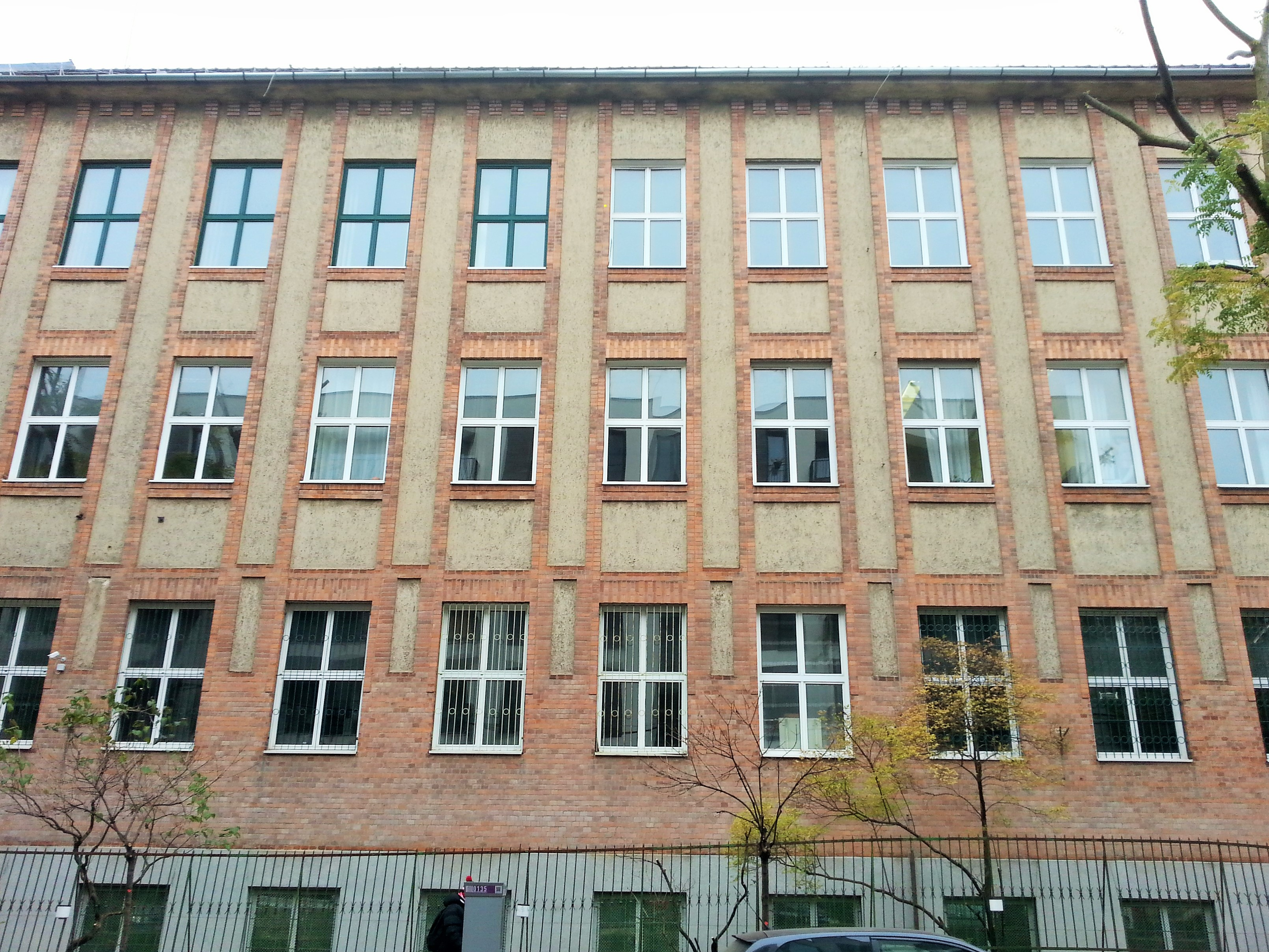
Gömb utcai iskola (részlet)
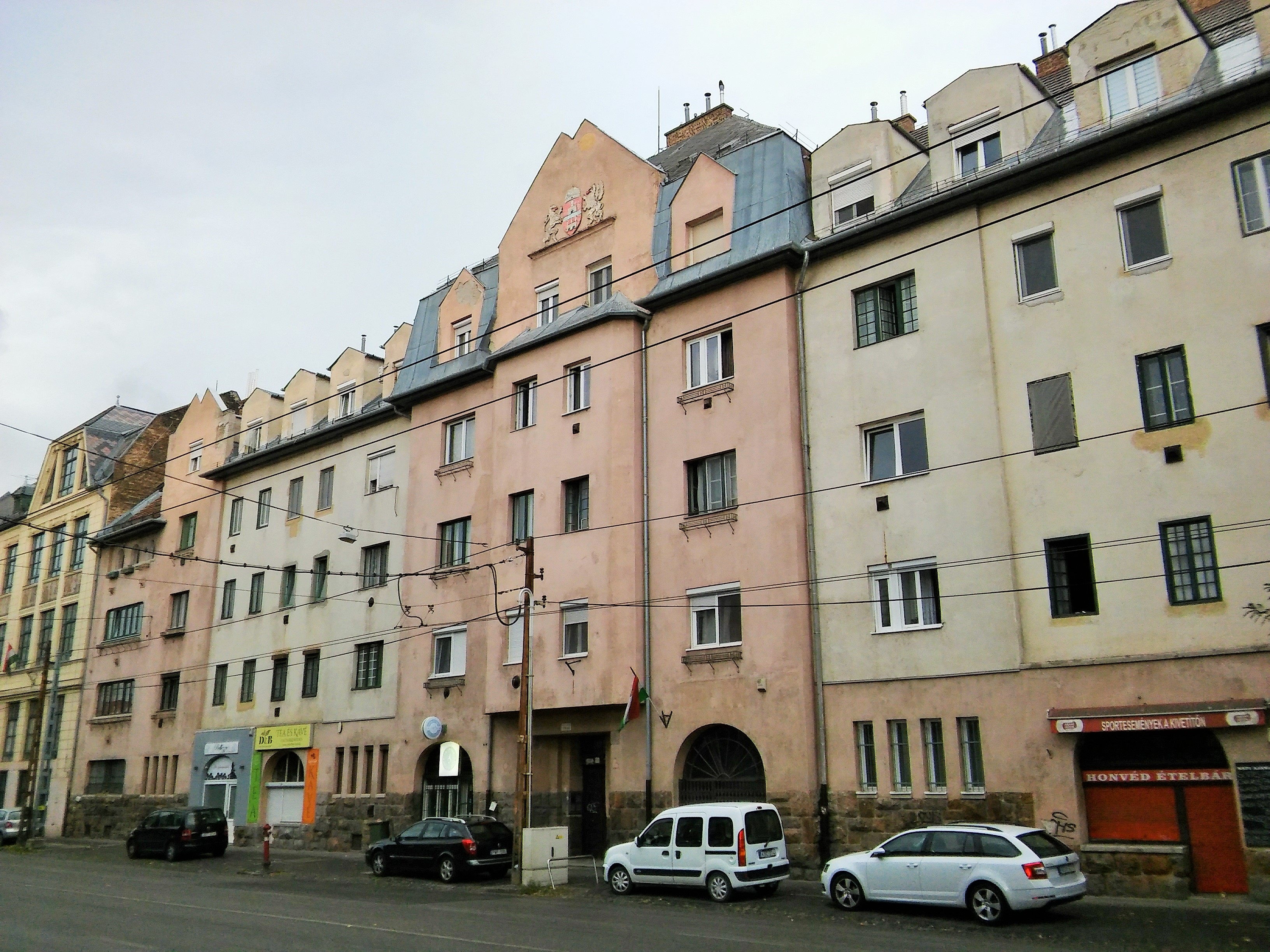
Székesfővárosi kislakásos bérházak
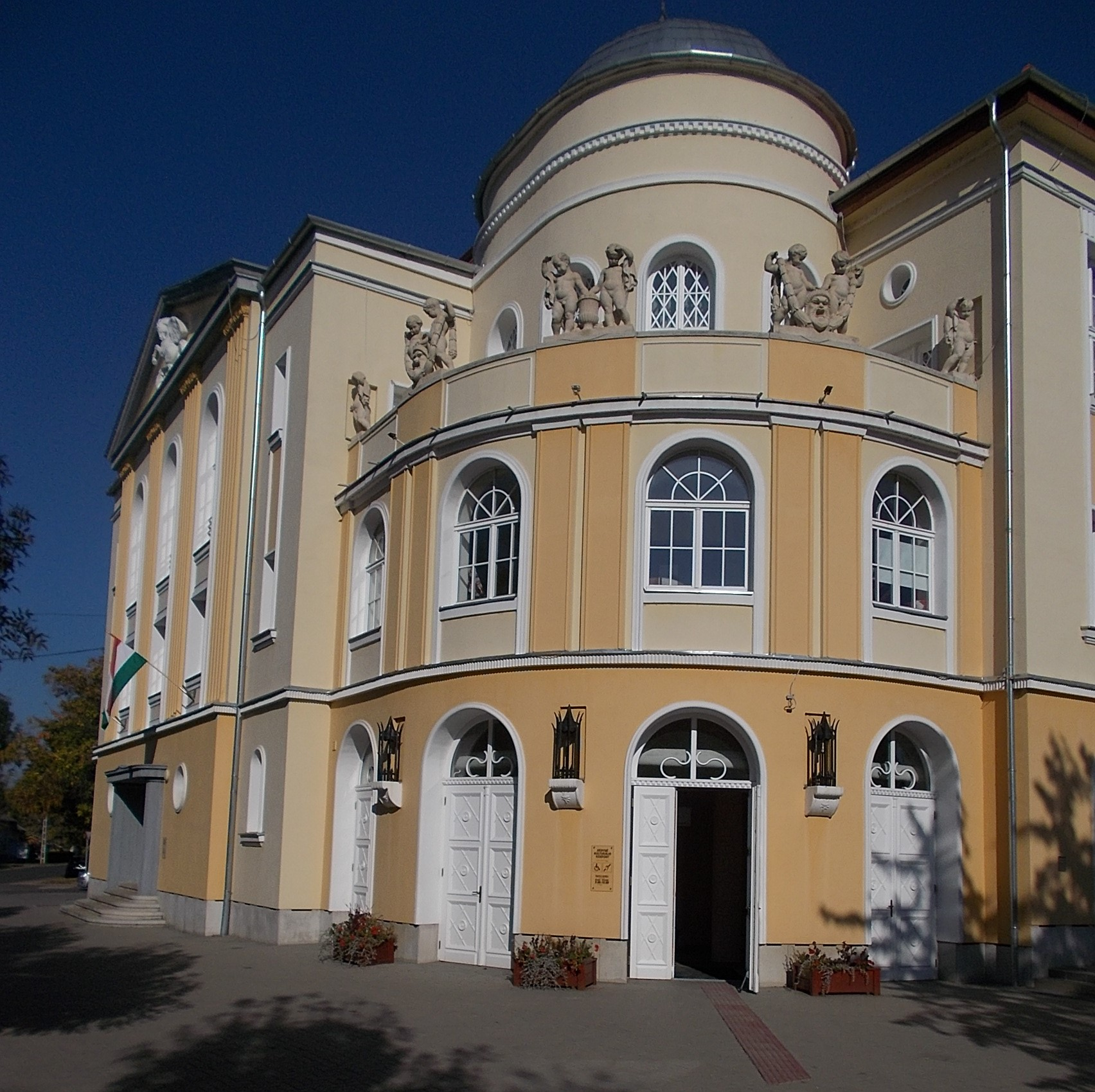
Karcagi Kultúrpalota
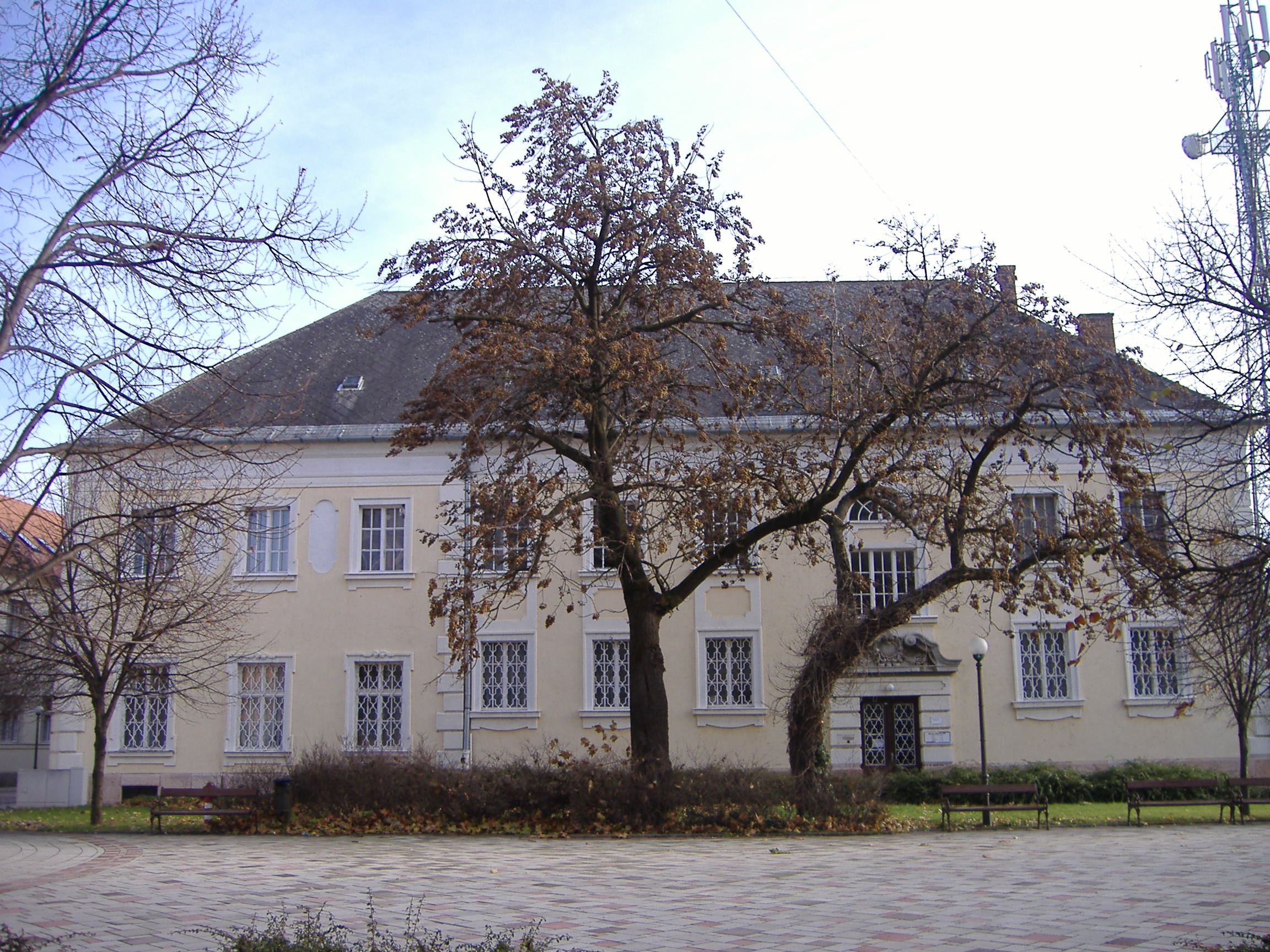
Makói Postapalota
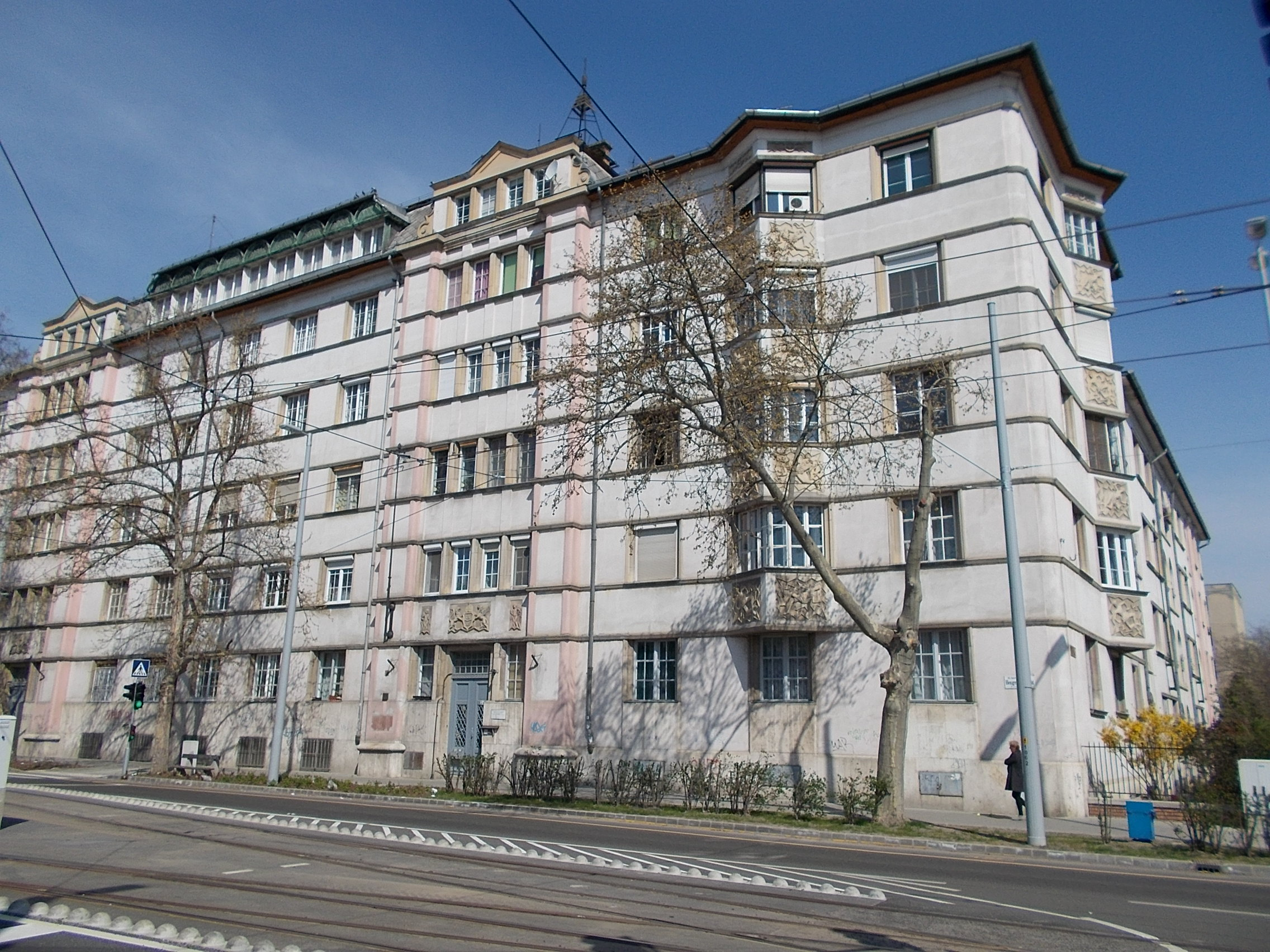
ELMŰ-lakóház
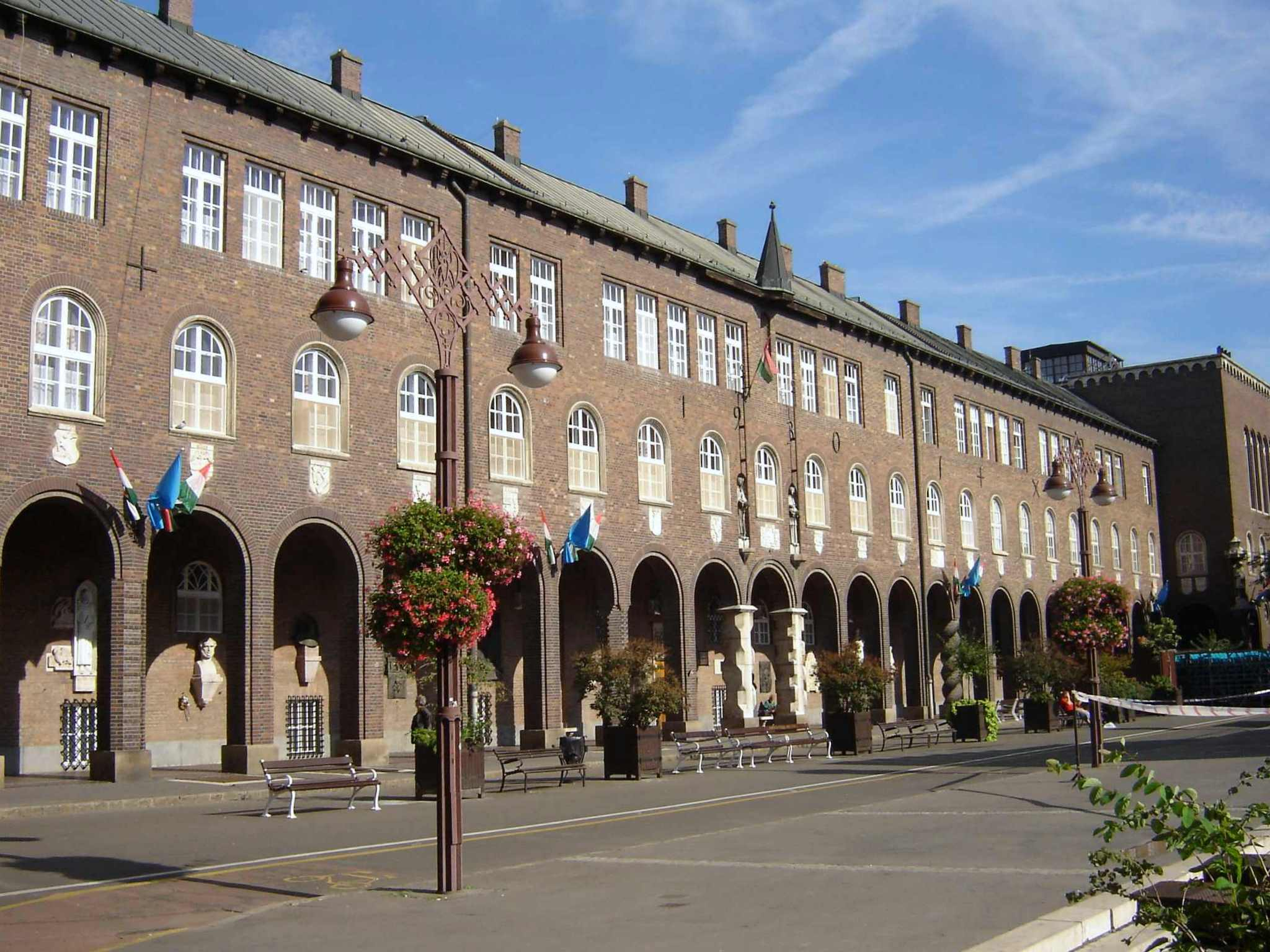
Rerrich Béla szegedi egyetemi épületegyüttese, részlet: árkádok a Dóm tér nyugati oldalán
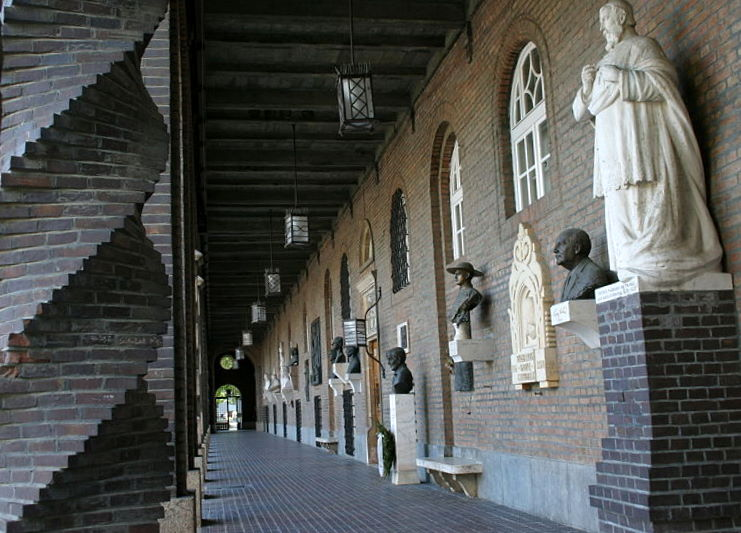
Rerrich Béla fő műve a szegedi Dóm tér és az egyetemi épületegyüttes. A Pantheon a Dóm tér nyugati oldalán
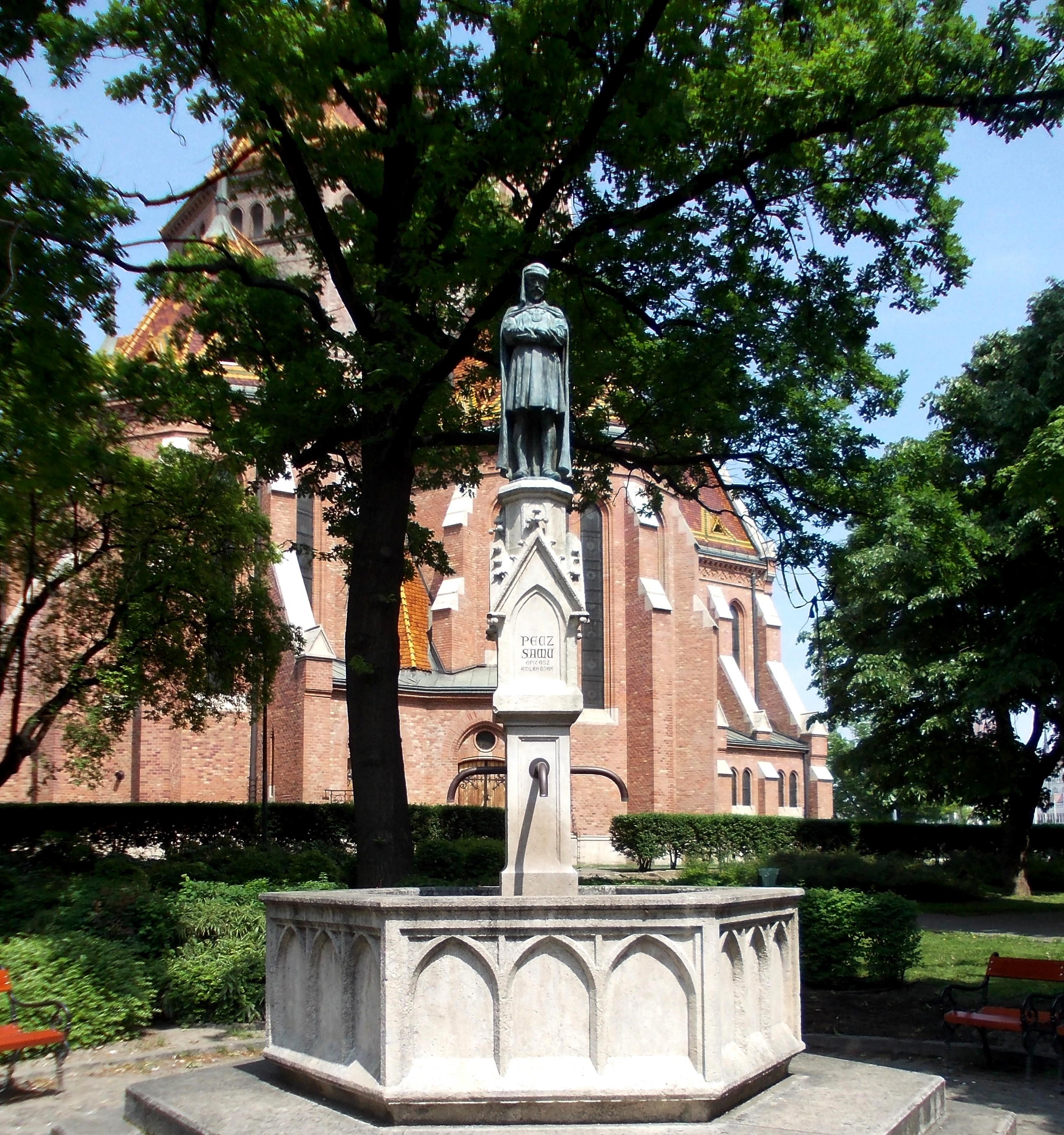
Pecz Samu-kút
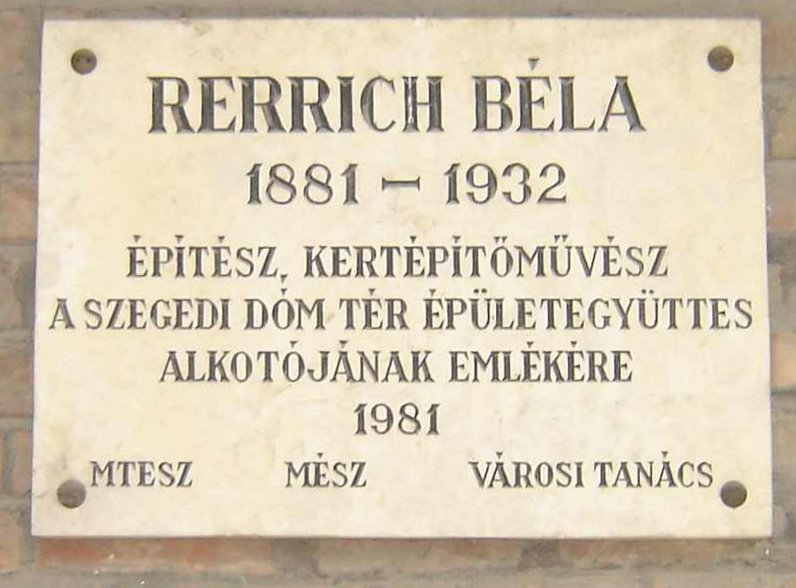
Rerrich Béla emléktáblája Szegeden, készült születésének centenáriumára